# سینمای زامبیا
سینمای زامبیا به صنعت فیلم این کشور اشاره دارد. سینما در این کشور، صنعتی نوپاست؛ هیچ مدرسه فیلمی در این کشور وجود ندارد که مهارت‌های مختلف مربوط به ساخت فیلم مانند کارگردانی، بازیگری و غیره را بیاموزد.